# 소프트웨어 아트
소프트웨어 아트(Software art)는 소프트웨어 창작이나 소프트웨어의 개념이 중요한 역할을 하는 예술 작품이다. 예를 들어 예술가가 만들고 예술 작품으로 의도한 소프트웨어 응용 프로그램이 있다. 예술적 학문 분야로서 소프트웨어 아트는 1990년대 후반부터 점점 더 주목을 받아왔다. 작품의 보급과 비판적 토론을 위해 인터넷, 특히 월드 와이드 웹(World Wide Web)에 의존하는 경우가 많기 때문에 인터넷 예술과 밀접한 관련이 있다. FILE 전자 언어 국제 페스티벌(상파울루), Transmediale(베를린), Prix Ars Electronica(린츠) 및 readme(모스크바, 헬싱키, 오르후스, 도르트문트)와 같은 예술 축제는 매체에 상당한 관심을 기울여 왔으며 이를 통해 이론가와 학계의 더 많은 청중에게 소프트웨어 아트를 제공한다.

## 선별된 작가 및 작품
- 마르크 리는 소프트웨어 아트에 주력하는 아티스트로 Transmediale 2002에서 "Interaction"과 "Software" 부문을 수상했으며 2002년과 2005년 Viper International Awards를 수상했다.
- 알렉세이 슐긴은 386DX 퍼포먼스 그룹으로 잘 알려져 있지만 초기 소프트웨어 예술에서 영감을 받은 창작물로도 알려져 있다.

## 같이 보기
- 아트 게임데모씬
- 넷 아트
- 디지털 아트
  - 컴퓨터 아트